# Ludwig Senfl
Ludwig Senfl (Basilea?, 1486 – Monaco di Baviera, 1543) è stato un compositore svizzero.
È figura importante per lo sviluppo dello stile polifonico franco-fiammingo nelle terre tedesche. Nacque probabilmente a Basilea attorno al 1486 e visse a Zurigo dal 1488. Lasciò la Svizzera nel 1496 per entrare come cantore nella Hofkapelle imperiale ad Augsburg e l'anno successivo seguì la Hofkapelle a Vienna, sotto la direzione di Isaac. Oltre alla formazione religiosa, studiò musica con Isaac, per il quale fu anche copista dal 1509; si trovò pertanto a copiare i mottetti del Choralis Constantinus; dopo la morte di Isaac, fu lui a ordinarli secondo le festività dell'anno liturgico.
Isaac morì nel 1517 e l'imperatore Massimiliano I nominò Senfl suo successore. Ma nel 1519 il successore di Massimiliano, Carlo V, licenziò molti dei musicisti in organico e si rifiutò di pagare a Senfl la retribuzione stabilita da Massimiliano. Negli anni successivi Senfl viaggiò molto, soprattutto alla ricerca di incarichi, ma fu anche attivo come compositore. Nel 1521 era presente alla Dieta di Worms e le sue simpatie si volsero in direzione di Lutero, anche se non abbracciò mai ufficialmente il protestantesimo; ebbe un'intensa corrispondenza col Duca Alberto di Prussia, luterano, e fu in corrispondenza con Lutero a partire dal 1530.
Ottenne infine un incarico a Monaco dirigendo anche la locale orchestra di corte (che diventerà la Bayerisches Staatsorchester), dove lo standard musicale era elevato, c'era una notevole richiesta di nuove composizioni e una relativa tolleranza nei confronti delle persone con simpatie per il protestantesimo; vi rimase per il resto della sua vita. Attorno al 1540 sappiamo dalla sua corrispondenza col Duca Alberto che era ammalato; morì probabilmente all'inizio del 1543.
Senfl fu un compositore eclettico, a suo agio sia nella musica sacra sia in quella profana. I suoi modelli furono i compositori franco-fiamminghi della generazione precedente, Isaac in primo luogo e poi Josquin Desprez. Aveva, in particolare, ottime doti melodiche. La sua musica fu molto diffusa nelle terre tedesche ed ebbe profonda influenza fino a tutto il secolo successivo.
La sua musica sacra comprende messe, mottetti anche per il Vespro e un Magnificat. Non mancano nei suoi lavori caratteristiche arcaiche, come la composizione su cantus firmus, che era più in uso nella generazione precedente; occasionalmente ha fatto pure ricorso all'isoritmia. Mostra, però, una preferenza tipicamente tedesca per la cantabilità delle linee melodiche, anche in terze e seste parallele.
Scrisse anche parecchi Lieder, molti dei quali a carattere non sacro (quelli a carattere sacro furono scritti per il Duca Alberto di Prussia), alcuni dei quali ebbero ampia diffusione. Sono costruiti in modo molto diverso: si va dalle strutture molto semplici con un cantus firmus a veri e propri tour de force contrappuntistici, come canoni elaborati e quodlibet. È autore anche di alcune composizioni non sacre su testo del poeta latino Orazio.